# L'ultima seduzione
L'ultima seduzione (The Last Seduction) è un film del 1994 diretto da John Dahl.

## Trama
Bridget Gregory sottrae al marito 700.000 dollari, ricavato di una vendita di droga, e fugge a Beston, un sobborgo di Buffalo. Qui incontra Mike, che sedurrà con l'obiettivo di convincerlo ad eliminare il marito, che nel frattempo si è messo sulle sue tracce, e intascare i soldi dell'assicurazione.

## Riconoscimenti
- 1994 - Festival del film poliziesco di Cognac
  - Premio della critica a John Dahl
- 1994 - NBR Award
- 1994 - NYFCC Award
  - Miglior attrice a Linda Fiorentino
- 1995 - Premio ALFS
  - Attrice dell'anno a Linda Fiorentino
- 1995 - Independent Spirit Awards
  - Miglior attrice protagonista a Linda Fiorentino
- 1995 - Premio BAFTA
  - Nomination Miglior attrice protagonista a Linda Fiorentino